# ویجا

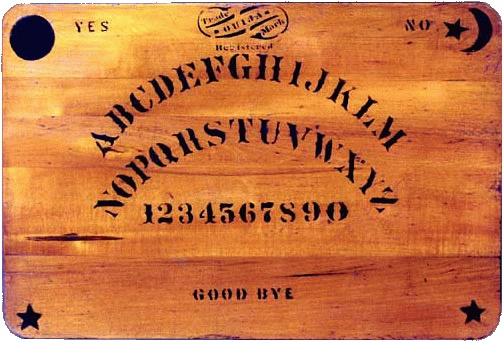
یک تخته ویجا متعلق به سال ۱۸۹۴

ویجا (Ouija) تخته‌ای صاف و مستطیل‌شکل است که برای احضار ارواح از آن استفاده می‌شود. بر روی این تخته کلماتِ «نه»، «بله»، «سلام»، «خداحافظ»، اعداد ۰ تا ۹ و حروف الفبا را به همراه اشکال و نمادهایی می‌نویسند یا حک می‌کنند.

## تاریخ

### تخته‌های احضار (همان تخته‌ی ویجا)
به عنوان بخشی از جنبش معنوی‌گرایی،مدیوم‌ها شروع به استفاده از ابزارهای مختلف برای ارتباط با مردگان کردند. به دنبال جنگ داخلی آمریکا در ایالات متحده، مدیوم‌ها از طریق برقرار کردن ارتباط بازماندگان با کشته‌شدگان، تجارت قابل توجهی انجام دادند. خود ویجا در بالتیمور، مریلند، در سال 1890 ایجاد و نامگذاری شد، اما استفاده از تخته‌های احضار تا سال 1886 چنان رایج بود که اخبار از تسخیر اردوگاه‌های روحانیون در اوهایو خبر می‌داد.

### فیلم‌ها
- سیزده روح
- بیداری‌ها
- دیگران
- آنچه در زیر است
- فعالیت فراطبیعی
- مرگ طولانی
- ویجا